# Петровская площадь (Выборг)
Петровская площадь — площадь на территории Аннинских укреплений города Выборга, примыкающая к Петровскому парку и ограниченная Островной улицей, Петровской улицей и Петровской набережной. Соединяется Крепостным мостом с другой предмостной площадью — площадью Старой Ратуши.
Площадь сформировалась в ходе строительства при императрице Анне Иоанновне Аннинских укреплений в 1740-х годах в месте соединения улиц, ведущих к мосту. Первоначальную застройку формировали деревянные дома: гостиный двор («базар») и здания инженерной команды.
В 1773 году по проекту архитектора К.И. Шпекле деревянные здания инженерной команды были заменены каменными в стиле русского классицизма. В них располагались мастерские и квартиры командира и офицеров инженерной команды, а позднее Инженерное управление крепости. Поблизости размещались офицерские дома и место досуга и развлечений военных — Комёдиенхаус.
В 1847 году обер-интендантом Э.Б. Лорманом на месте гостиного двора был спроектирован каменный дом полковника Мендта. Позднее по проекту Ю.Я. Аренберга боковые крылья дома Мендта были надстроены до высоты двух этажей, и таким образом была сформирована современная композиция площади. В конце XIX века в доме располагалась первая в Выборге русскоязычная школа.
С 1912 по 1957 год остановка на площади входила в маршрут Выборгского трамвая. С её появлением связан следующий характерный эпизод: когда в 1912 году в ходе работ по прокладке рельсов у дома Офицерского собрания была произведена выемка грунта (около 40 см глубиной), какому‑то командиру, вероятно, не понравилось, что дорога разрыта, и он приказал роте солдат, вооружённых лопатами, незамедлительно засыпать пятидесятиметровую траншею, а затем маршировать туда и обратно, чтобы как следует всё утрамбовать. Строителям не оставалось ничего иного, как на следующий день начать всё заново.
В историю Выборга площадь Святой Анны вошла как место массовых выступлений рабочих и солдат Выборгского гарнизона. В революционные годы (1917-1918) в доме Мендта располагались Выборгский комитет РСДРП(б) и редакция большевистской газеты «Знамя борьбы». А в соседнем доме Офицерского собрания размещался Совет рабочих и солдатских депутатов. 
С 1929 года, после провозглашения независимости Финляндии и до Советско-финских войн (1939-1944) площадь официально называлась фин. Siikaniementori (площадь Сигового Мыса), а с 1945 года получила современное название в честь Петра I, памятник которому установлен на скале, возвышающейся над площадью. В послевоенное время на доме Мендта и доме Офицерского собрания были размещены мемориальные доски, повествующие о революционных событиях. На примыкающем участке Петровской набережной в конце 1950-х годов была отремонтирована причальная стенка, поставлены гранитные тумбы с узорчатой чугунной решёткой. В 1958 году возведена металлическая ограда Петровского парка с гранитными столбами. На площади разбили клумбу и установили постамент, на котором последовательно сменяли друг друга бюст Сталина (в 1950-е годы), статуя Советского воина (в 1960-е годы) и цветочная ваза (в 1970-1980-е годы).
В 1996 году на клумбе разместили закладной камень с надписью: «Здесь будет памятник сооружён в честь 300-летия Российского Флота». Памятник работы группы скульпторов под руководством А.С. Чаркина установили только в 2010 году, приурочив к 300-летию взятия Выборга русскими войсками (это единственный в стране памятник генерал-адмиралу Ф.М. Апраксину, командовавшему войсками при осаде Выборга). Другой достопримечательностью площади стал якорь петровского времени из олонецкого «болотного железа», поднятый со дна Балтийского моря и торжественно установленный 20 июня 2014 года на гранитном постаменте. В 2010 году проведена реконструкция площади, заново уложены гранитные плиты и булыжная мостовая.
- Бывший дом Мендта, ныне жилой дом
- Памятник Фёдору Апраксину на фоне дома Инженерной команды
- Якорь петровского времени
- Площадь и Абоский мост в 1886 году